# Dreherforte
La Dreherforte (o Dreher Forte) è stata una squadra maschile italiana di ciclismo su strada, attiva dal 1973 al 1974. In precedenza, dal 1970 al 1972 la stessa azienda fu presente nel mondo del ciclismo come Dreher, sponsorizzando però un altro gruppo sportivo, quello diretto da Franco Cribiori.

## Cronistoria

### Annuario
| Anno | Codice | Nome        | Cat. | Biciclette | Dirigenza                    |
| ---- | ------ | ----------- | ---- | ---------- | ---------------------------- |
| 1973 | -      | Dreherforte | Pro  | Viscontea  | Dir. sportivi: Luciano Pezzi |
| 1974 | -      | Dreherforte | Pro  | Viscontea  | Dir. sportivi: Luciano Pezzi |

## Palmarès

### Grandi Giri
- Giro d'Italia

Partecipazioni: 2 (1973, 1974)
Vittorie di tappa: 1
1973 (Tullio Rossi)
Vittorie finali: 0
Altre classifiche: 0
- Tour de France

Partecipazioni: 0
- Vuelta a España

Partecipazioni: 0

### Campionati nazionali
Pista
- Campionati italiani: 1

Inseguimento: 1974 (Luciano Borgognoni)